# Isla James Ross

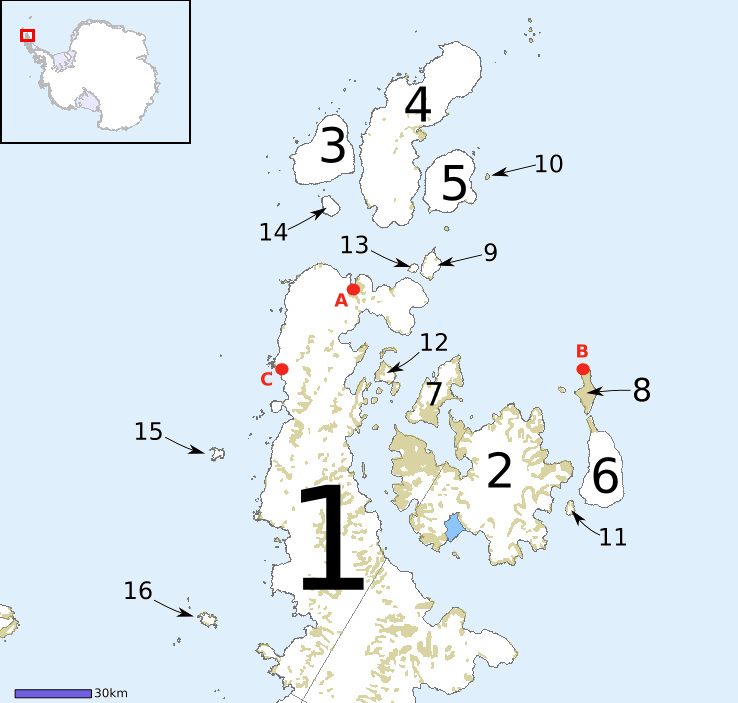
Mapa de la Tierra de Graham, mostrando la isla James Ross (2).

La isla James Ross es una isla grande en el lado sureste y cerca del extremo noreste de la península Antártica, frente a la península Trinidad, de la cual está separada por el canal Príncipe Gustavo.
La isla estuvo conectada a la península Antártica por la barrera de hielo Príncipe Gustavo hasta 1995, cuando la plataforma colapsó, haciendo por primera vez navegable al canal Príncipe Gustavo.
La elevación máxima es de 1.630 metros, tiene forma irregular y de unas 40 millas de norte a sur. Fue cartografiada en octubre de 1903 por la Expedición Antártica Sueca bajo la dirección de Otto Nordenskjöld. Él la llamó así en honor a sir James Clark Ross, el líder de la expedición británica a esta área en 1842, quien descubrió e hizo una trazado aproximado de la costa este de la isla. El nombre de la isla James Ross es usado para evitar la confusión con la isla de Ross del estrecho de McMurdo.
El Ejército Argentino inauguró 4 de octubre de 1959 en la bahía Brandy (o Aramburu) el Refugio San Carlos, mientras que el Refugio San Juan fue inaugurado en el lago Hidden el 9 de octubre de 1959.
La primera base polar de la República Checa, la Estación polar Mendel, está localizada en la isla y fue abierta en febrero de 2006.

## Huesos congelados
El primer dinosaurio descubierto en la Antártida era el Antarctopelta oliveroi, es un anquilosaurio de tamaño mediano encontrado sobre la isla James Ross por los geólogos argentinos Eduardo Olivero y Roberto Scasso en 1986. El dinosaurio fue recuperado del Campaniense, una época de Cretácico superior en la Formación Santa María, aproximadamente a 2 km al sur de la ensenada Santa Marta, sobre la parte norte de la isla. El nombre de la especie se definió en 2006.
En diciembre de 2003 el paleontólogo estadounidense Judd Case del Colegio Santa María de California y el geólogo estadounidense James Martin del Escuela de Minas y Tecnología de Dakota del Sur descubrieron los huesos de un Theropoda en la isla. Apodado Naze después de ser encontrado en el norte de la península Naze, en la cual fue encontrado. Son del Cretácico superior, los restos incluye una mandíbula superior y dientes, y la mayor parte de las piernas inferiores y pies. Poca información está disponible, pero la forma de la pierna y los pies indican era un corredor, y el tamaño indica era probablemente 1,8 m de alto y un peso aproximado de 135 kg. Este es el segundo Theropoda Antártico descubierto, después del Cryolophosaurus.

## Reclamaciones territoriales
Argentina incluye a la isla en el departamento Antártida Argentina dentro de la provincia de Tierra del Fuego, Antártida e Islas del Atlántico Sur; para Chile forma parte de la comuna Antártica de la provincia Antártica Chilena dentro de la Región de Magallanes y de la Antártica Chilena; y para el Reino Unido integra el Territorio Antártico Británico. Las tres reclamaciones están sujetas a las disposiciones del Tratado Antártico.
Nomenclatura de los países reclamantes: 
- Argentina: isla James Ross
- Chile: isla Ross
- Reino Unido: James Ross Island